# Krog (Murska Sobota)
Krog is een plaats in Slovenië en maakt deel uit van de gemeente Murska Sobota in de NUTS-3-regio Pomurska. De plaats telde 1.119 inwoners op 1 januari 2020.